# Хако ичиу
„Хако ичиу“ (на японски: 八紘一宇, „осем посоки, един покрив“) е месианска империалистична концепция в Япония през първата половина на XX век, превърнала се в официална доктрина през Втората световна война.
Понятието е създадено в началото на XX век от националистическия и будистки активист Танака Чигаку като негова интерпретация на фраза на първия японски император Джиму (VII-VI век пр. Хр.) – „Ще покрия осемте посоки и ще ги превърна в мой дом“, – която според него говори за божествено предопределение за разпростиране на императорската власт над целия свят. През следващите десетилетия идеята е възприета от крайната десница, а министър-председателят Фумимаро Коное е популяризира в своя реч от 8 януари 1940 година. Като първа практическа стъпка за реализирането на „Хако ичиу“ се разглежда създаването на Велика източноазиатска сфера на съпроцъфтяване.